# Chaitanya

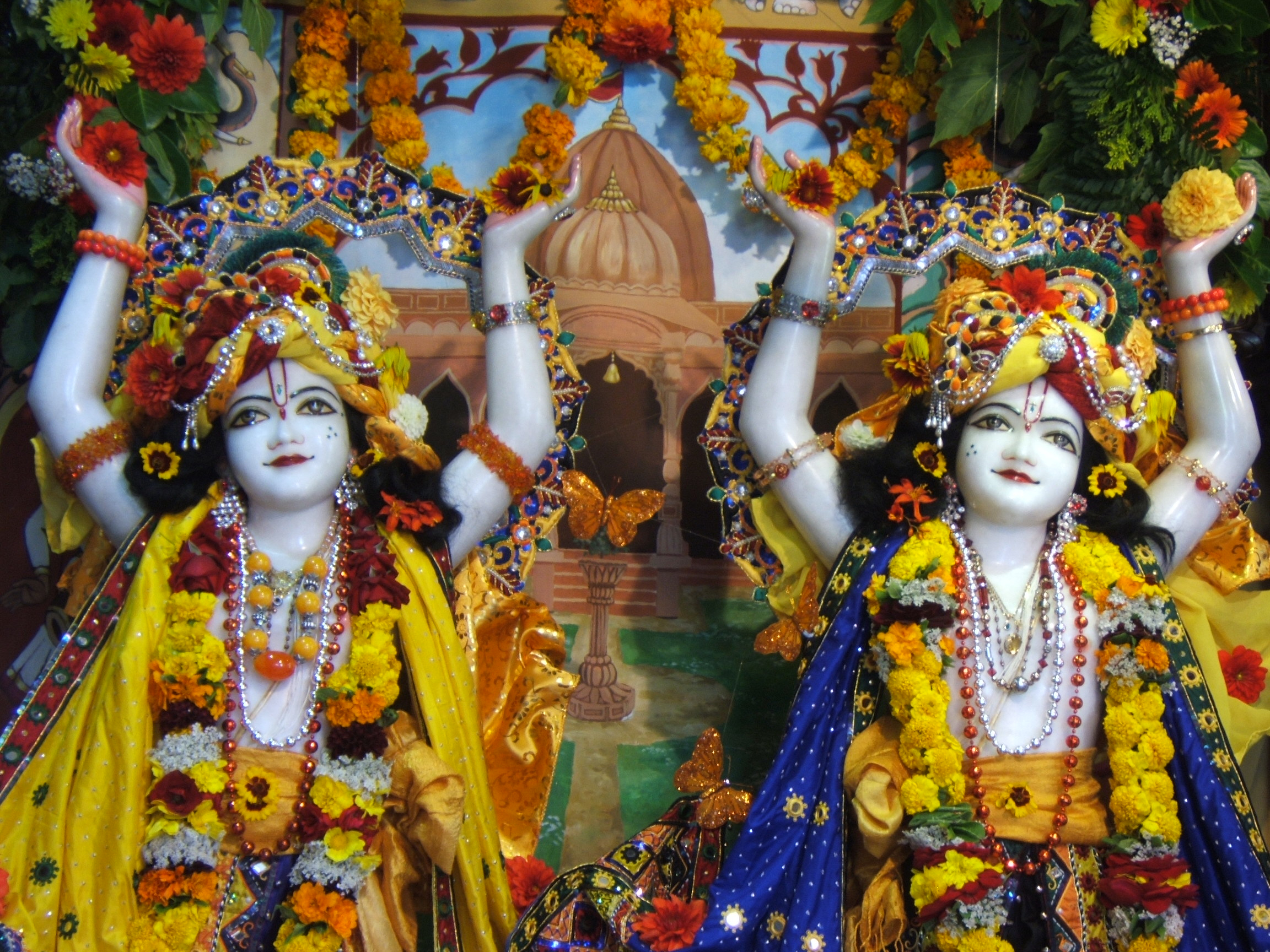
Chaitanya und sein Gefährte Nityananda

Chaitanya Mahaprabhu oder nur Chaitanya (Bengali: চৈতন্য, Caitanya; * 1486 in Nabadwip, Westbengalen; † 1533 in Puri, Orissa) war ein Mystiker und hinduistischer Heiliger aus Bengalen, Indien. Im 16. Jahrhundert begründete er die Gaudiya-Vaishnava-Schule, eine vishnuitische Lehre, welche die Verehrung des göttlichen Paares Radha-Krishna sowie das Singen und Rezitieren ihrer Namen ins Zentrum der Verehrung stellt. Er gilt als geistiger Vorläufer oder als Begründer der Hare-Krishna-Bewegung.

## Leben
Chaitanya wuchs in einer brahmanischen Familie auf. Im Rahmen seiner Ausbildung studierte er die klassischen Sanskrit-Literatur. Im Jahr 1508 reiste er nach Gaya, um ein Gedächtnisritual für seinen verstorbenen Vater zu vollziehen. Dort machte er eine Bekehrungserfahrung. Er begegnete einem Asketen, der ihn in Lehre und Praxis der Krishna-Bhakti einführte. Nachdem er in seine Heimatstadt Nabadwip zurückgekehrt war, begann er, gemeinsam mit einer Gruppe von Anhängern, den Gott Krishna durch Gebete und Gesänge zu verehren, verbunden mit Zuständen der Ekstase. Im Jahr 1510 legte Chaitanya das formale Mönchsgelöbnis der Enthaltsamkeit ab und übersiedelte in die Pilgerstadt Puri in Odisha, in der sich der Jagannath-Tempel, ein berühmtes Krishna-Heiligtum, befindet. Chaitanya verbrachte den Rest seines Lebens in Puri, wo er und seine Anhänger Krishna und dessen Gefährtin Radha mit Gesang (Kirtan) und Tanz verehrten.

## Lehre

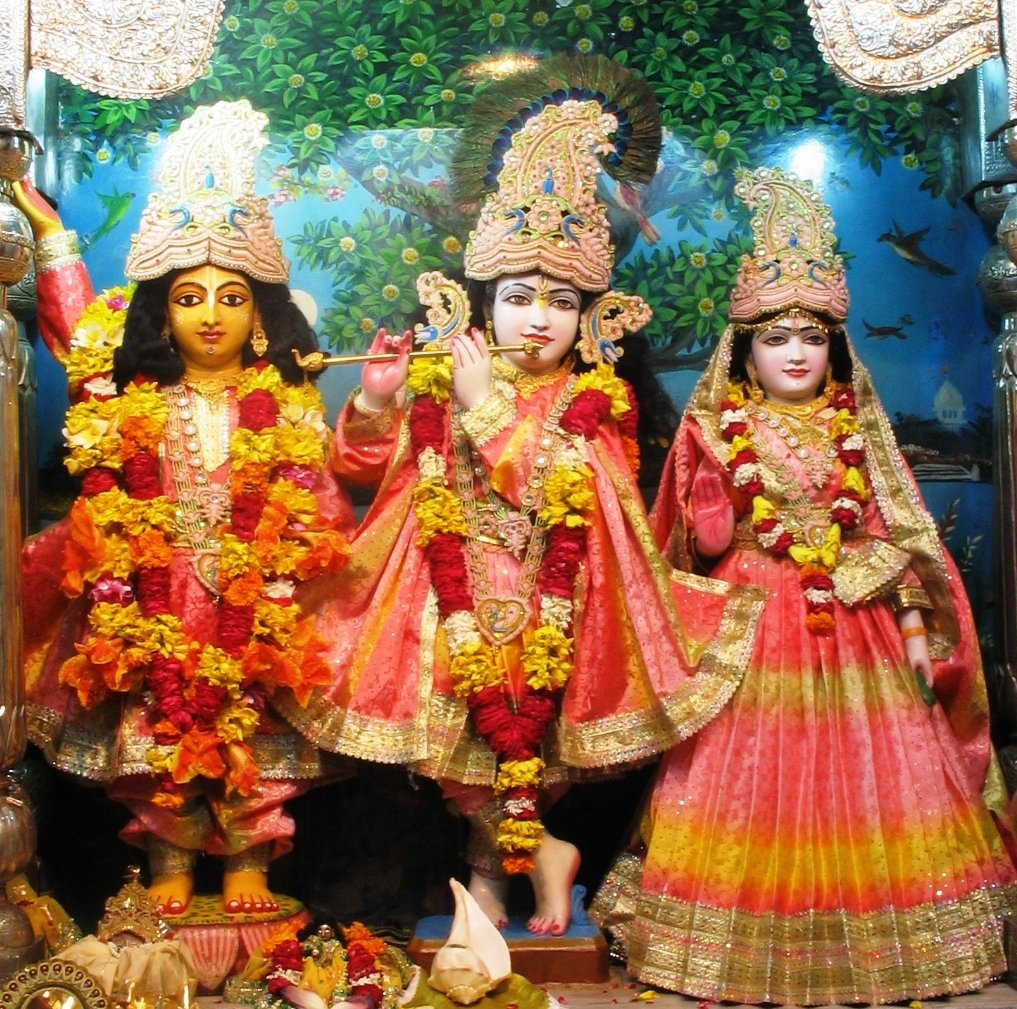
Chaitanya (links) mit Krishna und Radha

Chaitanya lehrte, bhakti, die liebende Hingabe an Krishna, sei die effektivste spirituelle Methode und auch das letzte Ziel aller spirituellen Praxis. Diese sehr emotional gefärbte Theologie betont die aktive liebende Beziehung des Bhakti-Yogi zum göttlichen Paar Krishna und Radha. Die Beziehung zwischen den beiden findet sich in der Sanskrit-Poesie wieder, u. a. beim indischen Dichter Jayadeva (1179–1209) und seinem Werk Gitagovinda.
Manche indische Philosophen betonen das Ungetrenntsein (abheda) von Lebewesen und göttlichem Urgrund, andere die Getrenntheit (bheda). Chaitanya dagegen lehrte die Auffassung des acintya-bheda-abheda-tattva, des „unbegreiflichen gleichzeitigen Eins- und doch Verschieden-Seins“. Brahman wird bei ihm nicht als attributlos, als „reines Bewusstsein“ betrachtet, wie es in der Advaita Vedanta-Philosophie der Fall ist. Er sieht „das Eine“ gleichzeitig als persönliches Wesen mit unzähligen Attributen, wie etwa allumfassende Liebe und Zuwendung, das sich in der vollkommenen Gestalt Krishnas offenbare.
Seine Schüler und Anhänger, die sechs Gosvamins, entwickelten und verbreiteten seine Lehren in Vrindavan weiter. Rupa Goswami, einer seiner sechs Schüler, spiegelt in der Rasa-Theologie die fünf nicht-weltlichen Beziehungen zu Gott wider: Liebe in Stille santi-rasa, liebevoller Dienst priti-rasa, elterliche Liebe vatsalya-rasa, eheliche Liebe madhura-rasa und Freundschaft sakhya-rasa.
Chaitanya lehnte das damals besonders strikte Kastensystem ab und akzeptierte auch Muslime und Unberührbare als Schüler.
Auf dem durch ihn begründeten Gaudiya-Vaishnava-Zweig gründet sowohl die Gaudiya Math, durch die seine Lehre zum ersten Mal in den Westen kam, als auch die ISKCON und viele weitere vishnuitische Gemeinschaften.

## Bekannte Namen Chaitanyas
- Vishvambhara – „Erhalter oder Ernährer des Universums“, sein Geburtsname.
- Nimai – Mit 11 Jahren war er aufgrund seiner Gelehrtheit als Nimai Pandit bekannt.
- Gauranga – „der Goldstrahlende“.
- Krishna-Chaitanya – „der Krishna im Bewusstsein trägt“. Diesen Namen erhielt er bei seiner Sannyasa-Weihung.

Zum 500. Jahrestag gab die indische Post 1986 eine Briefmarke unter dem Namen Chaitanya Mahaprabhu heraus.